# Lomphok

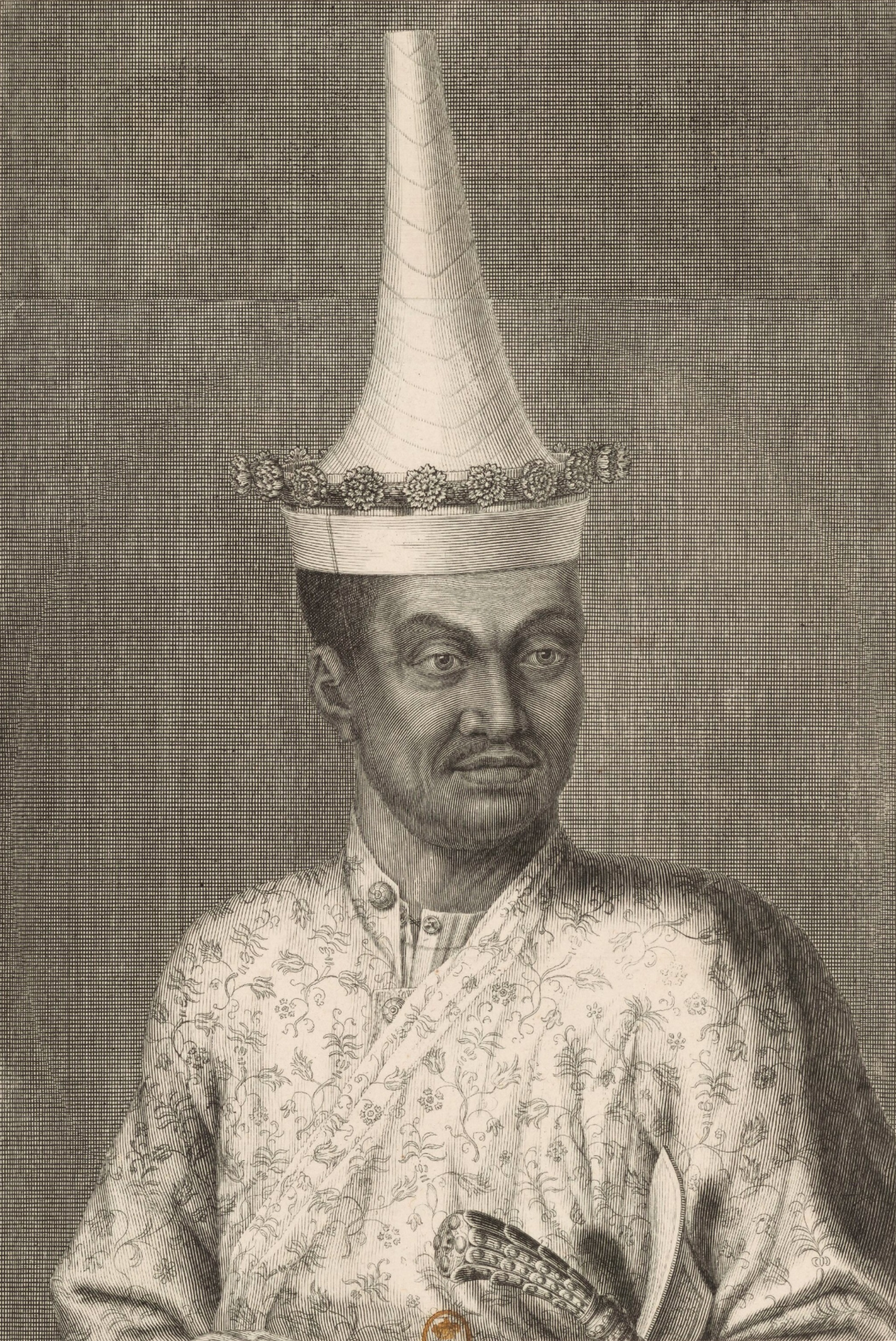
Kosa Pan, az Ajuthajá Királyság nagykövete lomphokkal (1686)

A lomphok (thai írással: ลอมพอก, IPA: [lɔ̄m.pʰɔ̂ːk], szó szerint: „réteges fejfedő”) Thaiföldön használt szertartásos fejfedő, amelyet történelmileg a királyi család és a nemesség viselt. A csúcsos kalap bambuszkeret köré tekert fehér szövetből készül. A lomphokot feltehetően a szafavida-dinasztia idején Perzsiában viselt turbánokról alakították át az Ajuthajá korszakban. Használatát részletesen dokumentálják azok az európai írók, akik Narai király uralkodása idején kerültek kapcsolatba Sziámmal. Különösen Kosa Pan és a XIV. Lajos udvarába 1686-ban érkezett követség többi diplomatájának viselete vált szenzációvá a francia társadalomban. Ma a lomphok a királyi szántási szertartáson és a királyi temetési körmeneteken látható a tisztviselők.

## Képek

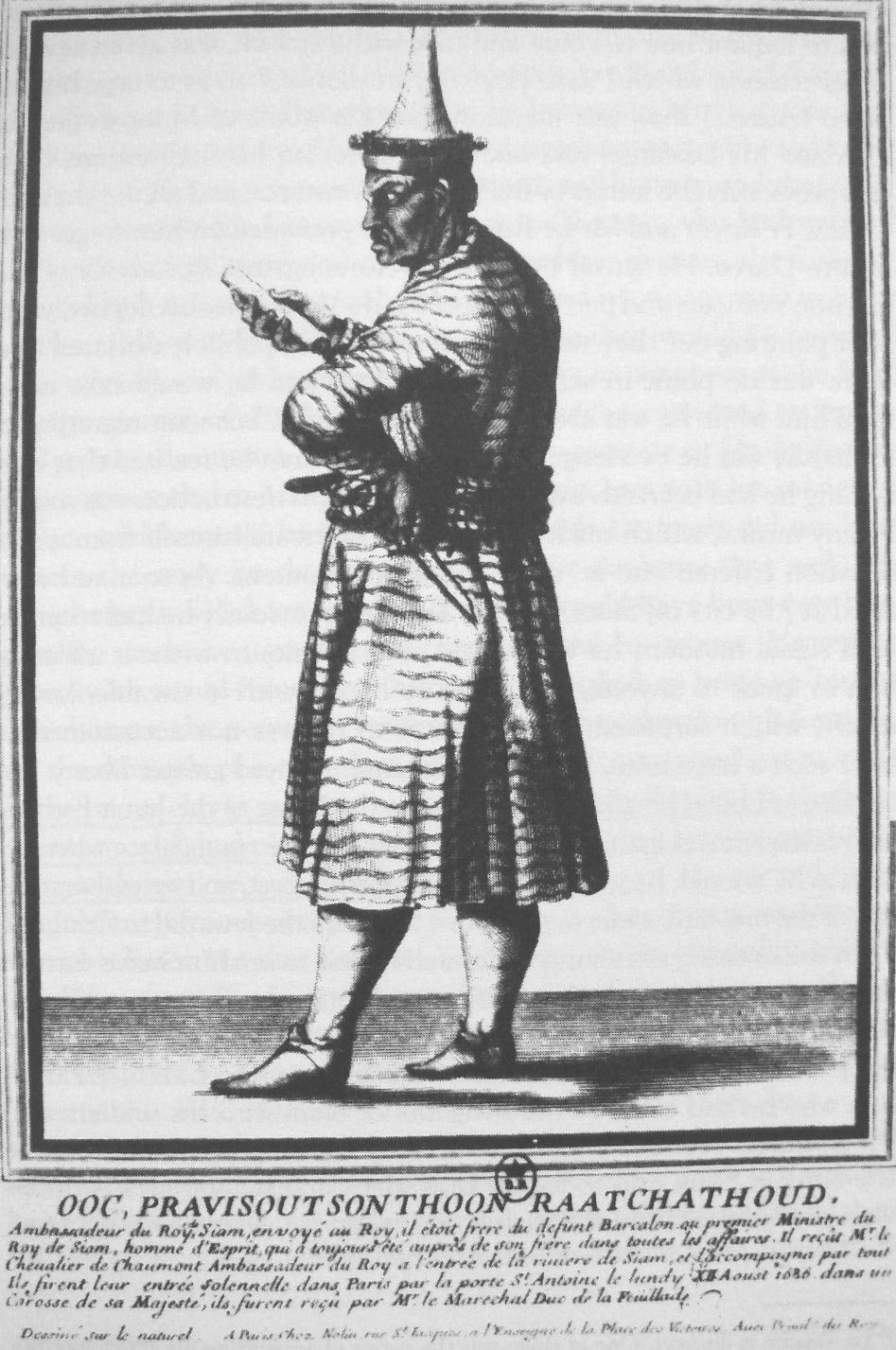
Kosa Pan Lomphokot viselve (1686)
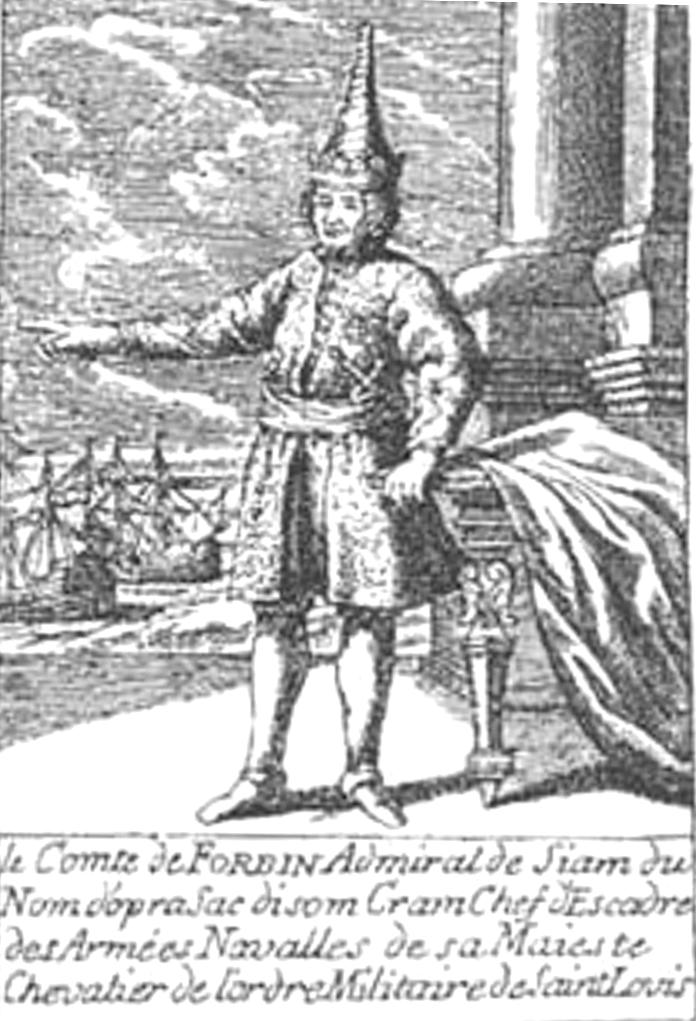
Claude de Forbin Ajuthajái mandarin ruhát visel lomphokkal
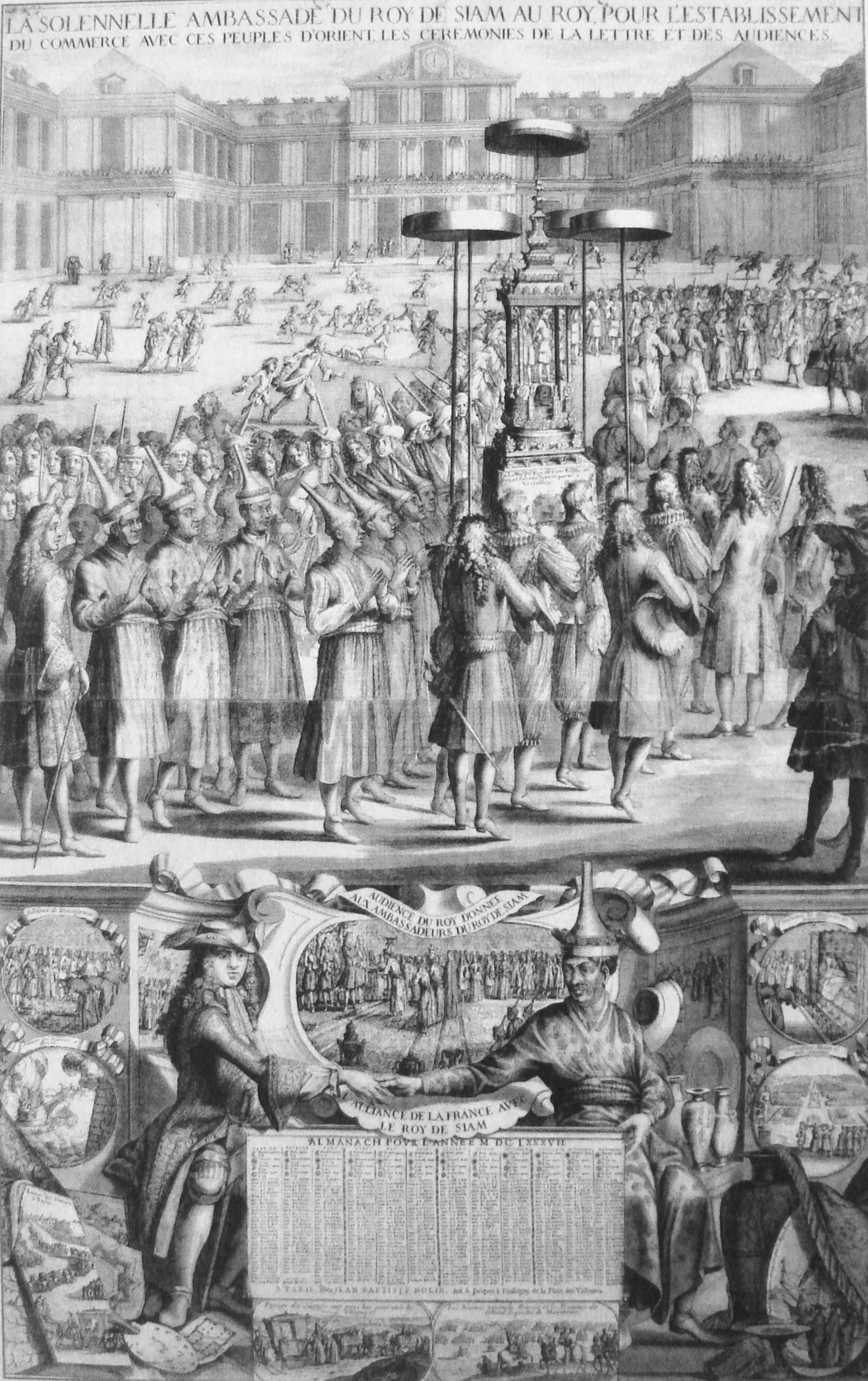
Lomphokot viselő ajuthajái diplomaták Versailles-ban, 1686
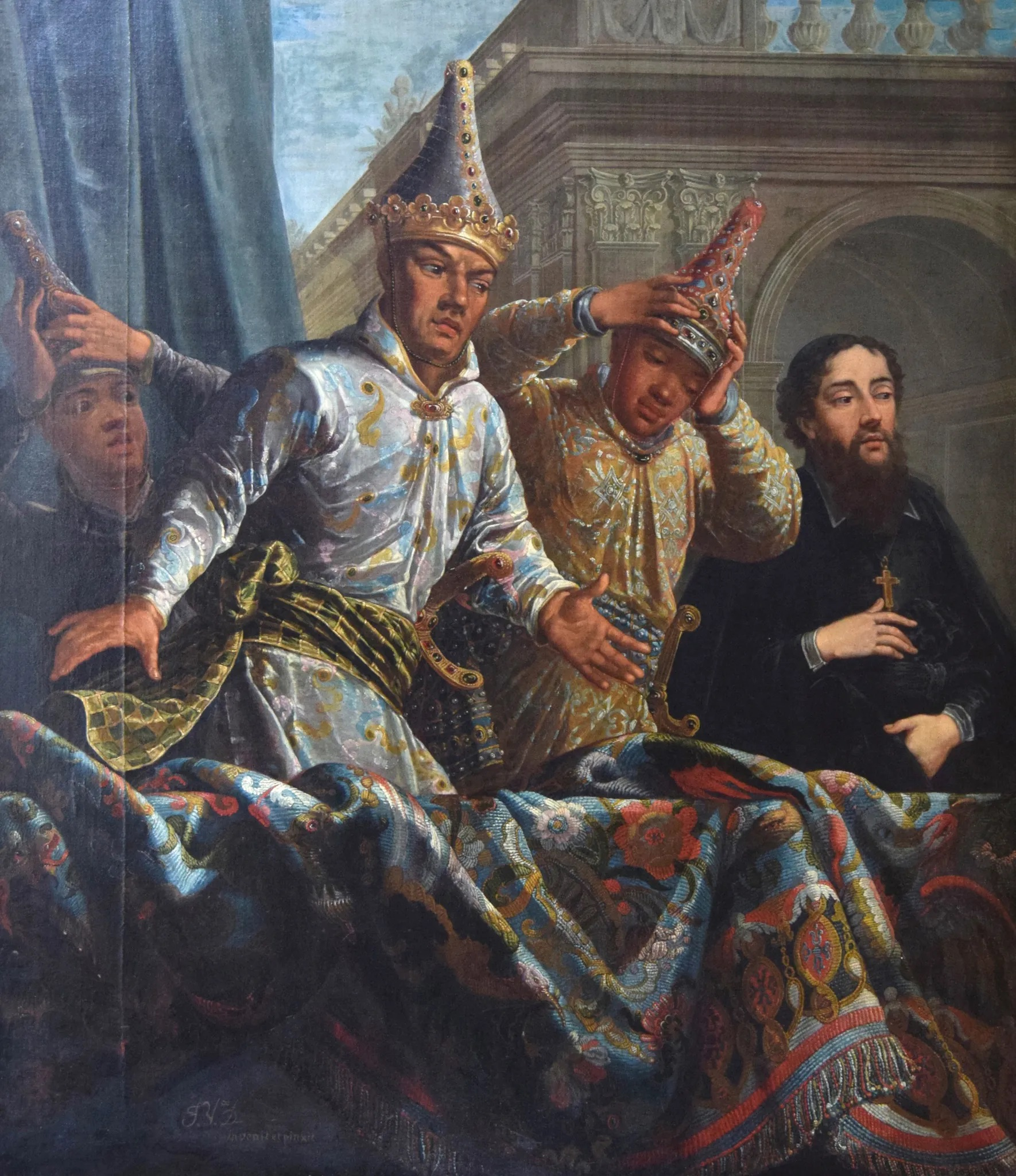
Lomphokot viselő sziámi követek, 1686

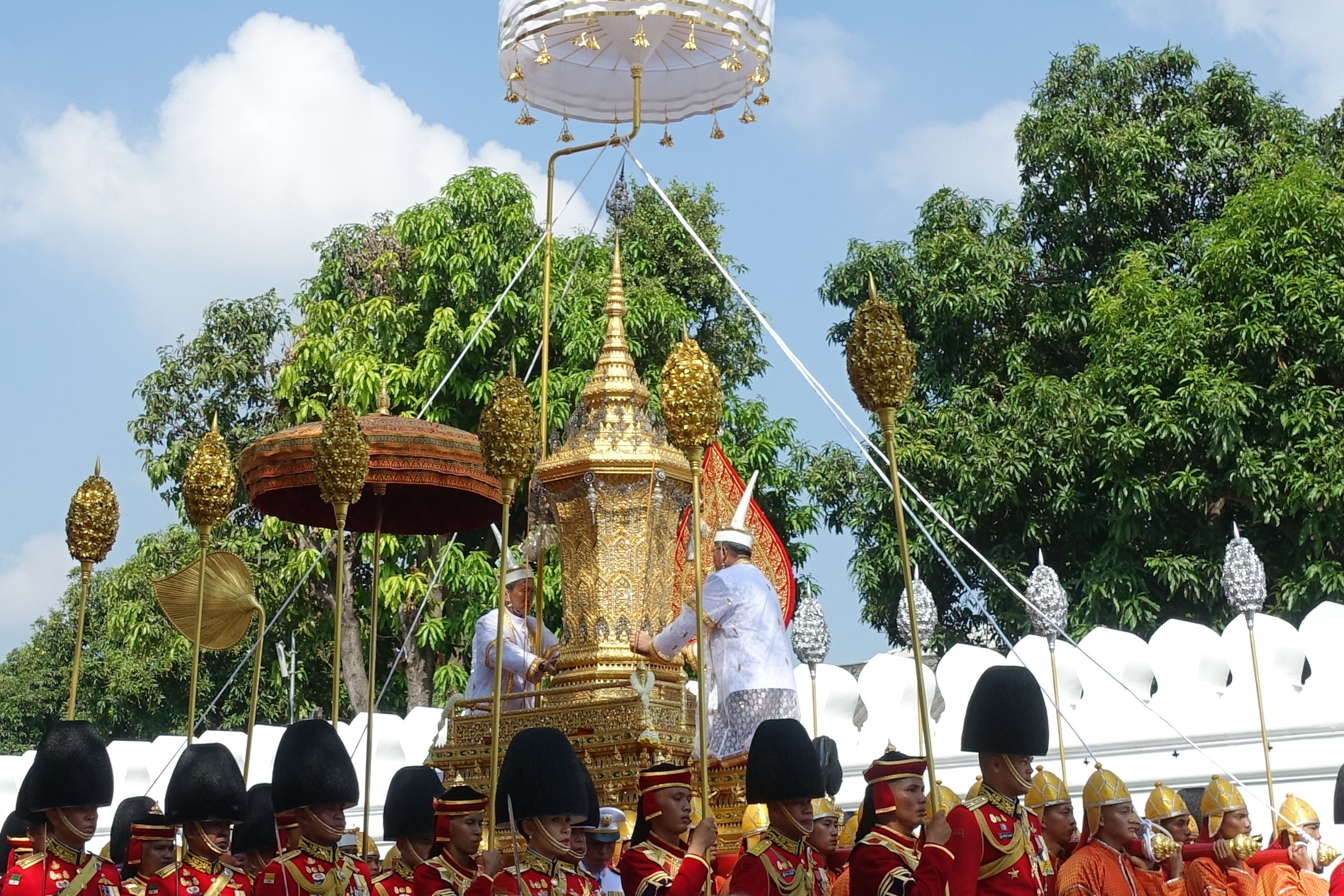
Lomphokot viselő temetkezési tisztek Bhumibol Aduljadezs urnáját kísérve, 2017. október 13.
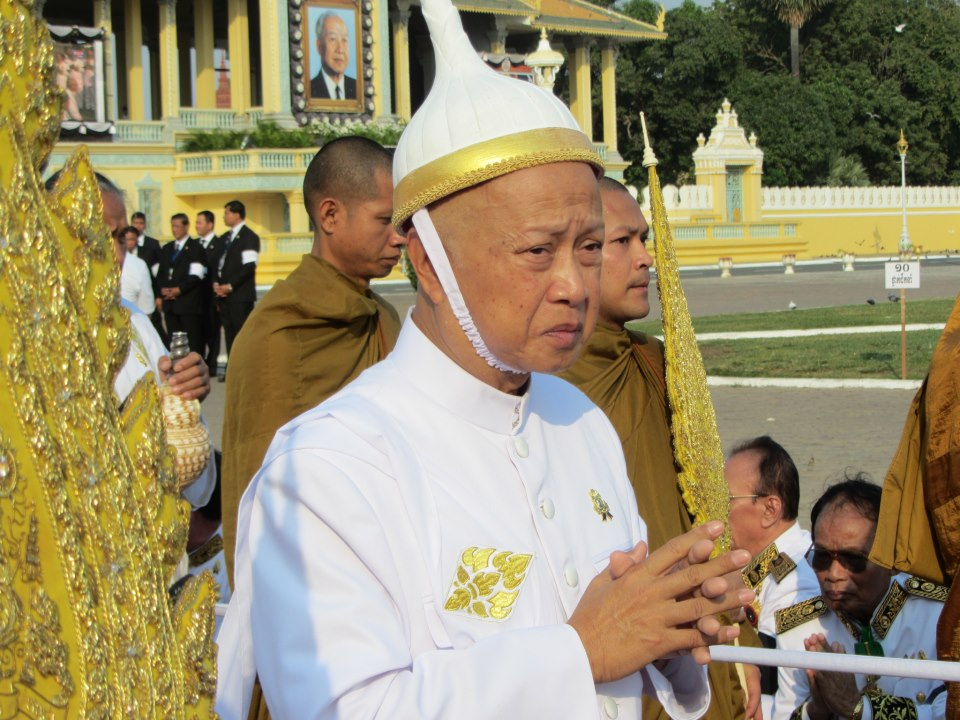
Hasonló fejdísz Kambodzsában

## Fordítás
Ez a szócikk részben vagy egészben  a   Lomphok című angol Wikipédia-szócikk ezen változatának fordításán alapul.  Az eredeti cikk szerkesztőit annak laptörténete sorolja fel. Ez a jelzés csupán a megfogalmazás eredetét és a szerzői jogokat jelzi, nem szolgál a cikkben szereplő információk forrásmegjelöléseként.